# Aysén
Region Aysén (plný název Región Aysén del General Carlos Ibáñez del Campo) je jedním z chilských regionů. Sousedí na severu s regionem Los Lagos, na jihu s regionem Magallanes. Na východě je ohraničen státní hranicí s Argentinou, na západě Pacifikem. Zabírá 14,35 % rozlohy celého Chile a žije zde 0,61 % chilské populace. Hustota zalidnění je pouze 1 člověk na km². Území má velmi členitý reliéf s mnoha ostrovy a fjordy. Nachází se zde Severopatagonské ledovcové pole a částečně sem zasahuje i Jihopatagonské ledovcové pole.

## Administrativní dělení regionu
Region se dále dělí na 4 provincie a 10 komun.
| \| Provincie \| Komuna \| \| ------------------------- \| -------------- \| \| Provincie Aysén \| 1 Aysén \| \| Provincie Aysén \| 2 Cisnes \| \| Provincie Aysén \| 3 Guaitecas \| \| Provincie Capitán Prat \| 4 Cochrane \| \| Provincie Capitán Prat \| 5 O'Higgins \| \| Provincie Capitán Prat \| 6 Tortel \| \| Provincie Coihaique \| 7 Coyhaique \| \| Provincie Coihaique \| 8 Lago Verde \| \| Provincie General Carrera \| 9 Río Ibáñez \| \| Provincie General Carrera \| 10 Chile Chico \| |                |
| Provincie | Komuna         |
| Provincie Aysén | 1 Aysén        |
| Provincie Aysén | 2 Cisnes       |
| Provincie Aysén | 3 Guaitecas    |
| Provincie Capitán Prat | 4 Cochrane     |
| Provincie Capitán Prat | 5 O'Higgins    |
| Provincie Capitán Prat | 6 Tortel       |
| Provincie Coihaique | 7 Coyhaique    |
| Provincie Coihaique | 8 Lago Verde   |
| Provincie General Carrera | 9 Río Ibáñez   |
| Provincie General Carrera | 10 Chile Chico |

## Fotogalerie

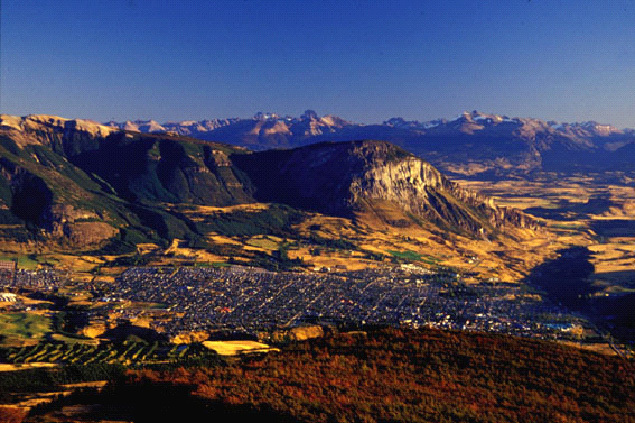
Hlavní město Coyhaique
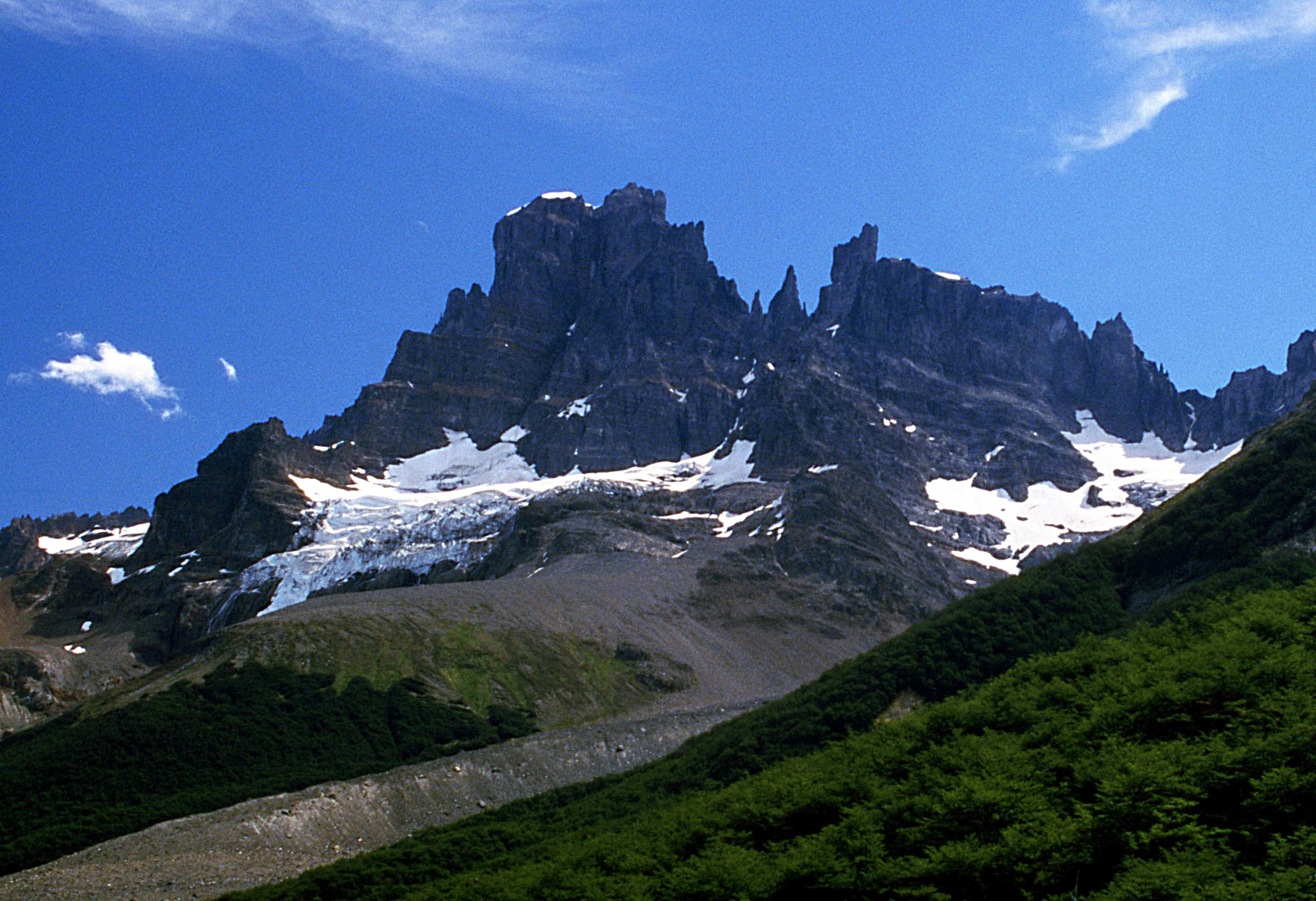
hora Cerro Castillo
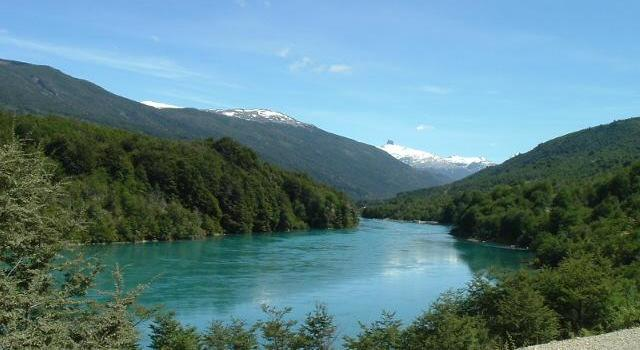
řeka Río Baker
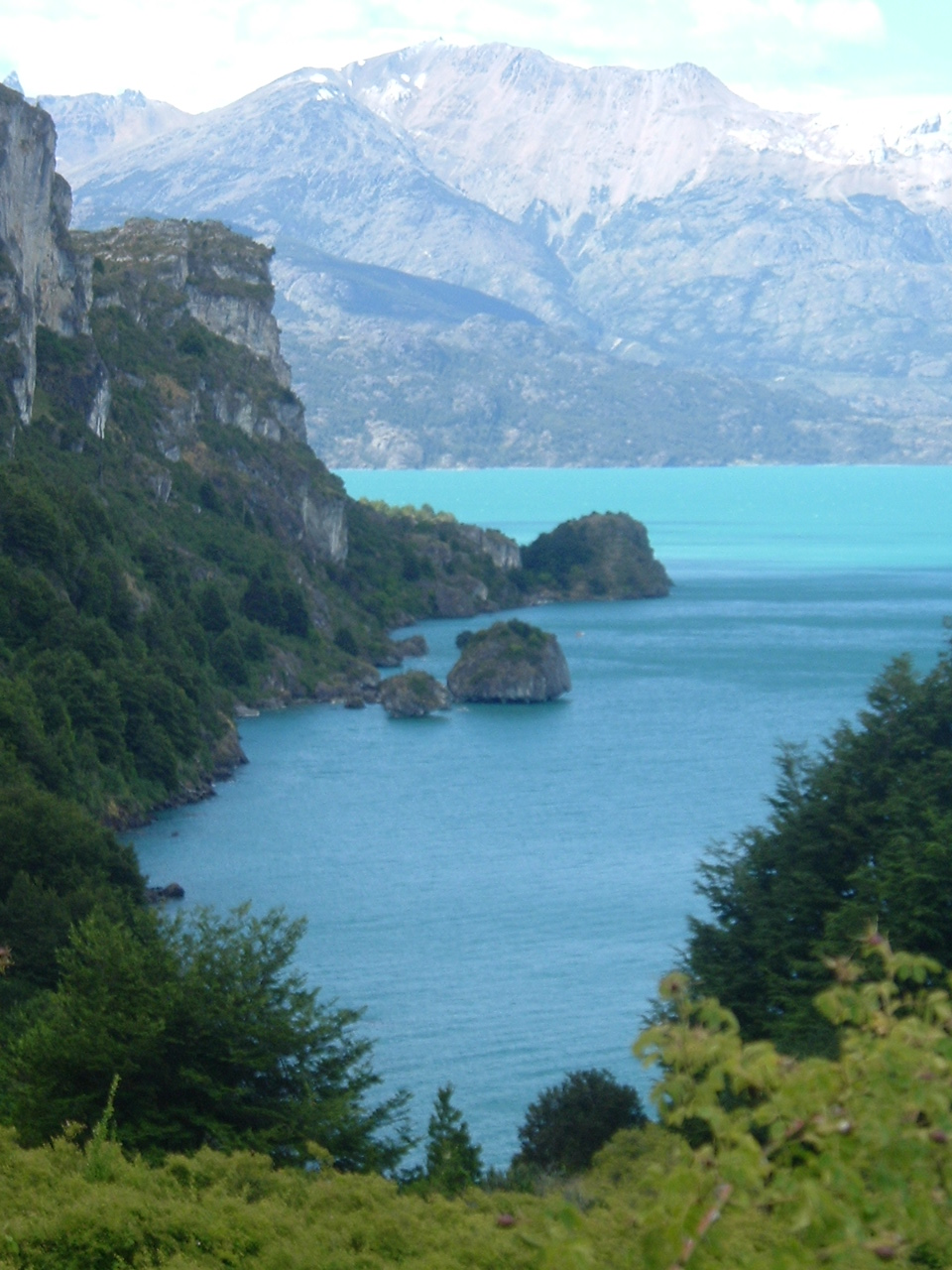
zdejší fjord